# ЯМЗ-240
ЯМЗ-240 — четырёхтактный длинноходный V-образный дизельный двигатель для карьерных самосвалов, тяжёлой автомобильной и строительной техники, дизель-поездов.

## История
В конце 1962 года Ярославским моторным заводом было освоено производство четырёхтактного V-образного двенадцатицилиндрового дизельного двигателя, унифицированного с V-образным шестицилиндровым ЯМЗ-236 и V-образным восьмицилиндровым ЯМЗ-238. Топливные насосы высокого давления выпускаются на Ярославском заводе топливной аппаратуры.

## Применение
Двигатель дизельный, четырёхтактный, V-образный двенадцатицилиндровый, в основном устанавливается на автомобили типа БелАЗ-540 (Белорусский автомобильный завод), снегоболотоход ШСГ-401, модификации трактора К-701,
- ЯМЗ 240БМ2-4 (220 кВт/300 л.с., 1275 н/м при 1300-1600 об/мин, 1720 кг)
- ЯМЗ 240М2 (265 кВт/360 л.с., 1275 н/м при 1600 об/мин, 1670 кг)
- ЯМЗ 240ПМ2 (309 кВт/420 л.с., 1491 н/м при 1600 об/мин, 1790 кг)
- ЯМЗ 240НМ2 (368 кВт/500 л.с., 1815 н/м при 1600 об/мин, 1790 кг)

## Характеристики
Двигатель V-образный двенадцатицилиндровый четырёхтактный.
- Диаметр цилиндра: 130 мм
- Ход поршня: 140 мм
- Степень сжатия: 16,5
- Рабочий объём: 22 299 см³
- Угол развала цилиндров: 75°
- Порядок работы цилиндров: 1-12-5-8-3-10-6-7-2-11-4-9
- Мощность: 360 л.с при 2 100 об/мин (ЯМЗ-240)

- Мощность: 420 л.с при 2 100 об/мин (ЯМЗ-240П)
- Мощность: 500 л.с при 2 100 об/мин (ЯМЗ-240Н)

- Крутящий момент: 1275 Н·м (130 кгс·м) (ЯМЗ-240)

- Крутящий момент: 1491 Н·м (152 кгс·м) (ЯМЗ-240П)
- Крутящий момент: 1814 Н·м (185 кгс·м) (ЯМЗ-240Н)

- Обороты максимального крутящего момента: 1500 об/мин